# Рахимова, Диана Фидаевна
Диана Фидаевна Рахимова (род. 1955) — российская актриса театра и кино.
Окончила курс И. М. Тарханова и П. В. Массальского в Школе-студии им. Вл. И. Немировича-Данченко при МХАТ им. М. Горького. C 1980 года работала в Орском Драматическом театре им. А. С. Пушкина, а с 1988 по 1992 годы — в московском Новом драматическом театре. С 1993 года по настоящее время — актриса Московского драматического театра им. К. С. Станиславского.
Играла в спектаклях ГКЦМ В. С. Высоцкого, Театра.doc, театра КомедиантЪ, Центра драматургии и режиссуры А. Казанцева и М. Рощина.
Несколько лет провела в Марфо-Мариинской обители, в дальнейшем помогала восстанавливать храм Воскресения Словущего в деревне Панинская Слобода Рязанской области.

## Роли в театре

#### Орский драматический театр
1980 Мария, «Закон вечности», реж. Семён Сапгир
1980 Мисс Харт, «Высшая проба», реж. Николай Мокин
1980 Трубачёва, «Странный доктор», реж. Семён Сапгир
1981 Анисья, «Власть тьмы», реж. Лидия Попова
1981 Серафина, «Татуированная роза», реж. Лидия Попова
1981 Клея, «Темная история», реж. Марк Энтин
1982 Глория, «Дорогая Памела», реж. Сергей Трапани
1982 Джой, «Убийство в Крикленде», реж. Лидия Попова
1982 Лушка, Бабка Щепка, «Пролетарская мельница счастья», реж. Семён Сапгир
1983 Мама, «В этой девушке что-то есть», реж. Семён Сапгир
1983 Тамара, «Ивушкин из шестнадцатой», реж. Семён Сапгир
1983 Антонина, «Жены», реж. Вадим Макаровский
1984 Кошка, «Кошка, которая гуляла сама по себе», реж. Лидия Попова
1984 Анна, «Быть или не быть», реж. Семён Сапгир
1984 Трактирщица, «Что тот солдат, что этот», реж. Семён Сапгир

#### Новый драматический театр
1988 Царица Амазонок Антиопа, «Седьмой подвиг Геракла», реж. Виталий Ланской
1988 Дворничиха, «Старый дом», реж. Виталий Ланской
1989 Мария, «Отель забвения», реж. Светлана Врагова
1990 Цинтия, Берилл, «Пир в саду», реж. Виталий Ланской
1990 Эугения, «Танго», режиссер Александр Вилькин
1991Фанни Эккерсли, Первая Дама, «Орленок», реж. Борис Львов-Анохин
1991 Мадам Воланж, «Опасные связи», реж. Борис Львов-Анохин

#### ГКЦМ В. С. Высоцкого
1997 Работница Храма, «Москва — открытый город», реж. Григорий Данцигер
1999 Фанни Каплан, «Инфернальная комедия», реж. Григорий Данцигер

#### Московский драматический театр им. К. С. Станиславского (Электротеатр Станиславский)
1993 Смельская, «Таланты и поклонники», реж. Виталий Ланской
1993 Молодая королева, «Томас Бекет», реж Виталий Ланской
1994 Калерия, «Дачники», реж. Виталий Ланской
1995 Жена Полковника, «Полковнику никто не пишет», реж. Петр Мамонов
1996 Жена, «Пизанская башня», реж. Борис Мильграм
1997 Хажалка, «Семеро святых из деревни Брюхо», реж. Владимир Мирзоев
2005 Дина Краевич, «Евграф, искатель приключений», реж. Татьяна Ахрамкова
2007 Гекуба, «Троянской войны не будет», реж. Александр Галибин
2011 Гликерия Федотова, «Не верю», реж. Марат Гацалов
2012 Герцогиня, «Последняя ночь Дон Жуана», реж. Валерий Белякович
2013 Торговка Янка, «Дураки», реж. Валерий Белякович
2015 Люди дворца, «Вакханки», реж. Теодорос Терзопулос
2015 Ночь, Вороны, Тетя Вера, Тарковский, Гид в музее, «Синяя птица», реж. Борис Юхананов
2015 Венера, «Золотой осел. Разомкнутое пространство работы», реж. Борис Юхананов
2016 Бернарда, «Дом Бернарды Альбы», реж. Алиса Селецкая
2018 Мама, «Про мою маму и про меня», реж. Е. Морозова и Д. Рахимова
2019 Королева Фей Титания, Джанк-паяц, «Пиноккио. Театр», реж. Борис Юхананов
2021 Маргерет, «Пеликан», реж. Альберто Кавекки
2022 Продавщица, «Черная пурга», реж. Денис Азаров
2023 Вероника Петровна, «Икра трески», реж. Игорь Макаров

## Фильмография
| Год  |   | Название                   | Роль                        |
| ---- | - | -------------------------- | --------------------------- |
| 1987 | ф | Летное происшествие        | хозяйка загородного дома    |
| 1988 | ф | Овраги                     | Нюра                        |
| 2004 | ф | Близнецы                   | эпизодическая роль          |
| 2004 | ф | Редакция                   | подруга                     |
| 2005 | с | Солдаты                    | продавщица пирожков         |
| 2006 | с | Охотник                    | сотрудница БТИ              |
| 2007 | с | Папины дочки               | автоинструктор              |
| 2008 | с | Сердцеедки                 | Рита                        |
| 2008 | с | Понять и простить          | Ольга                       |
| 2008 | с | Однажды будет любовь       | врач Ирины                  |
| 2013 | с | Папины дочки. Суперневесты | королева Моравии, мать Иржи |

## Награды
- Лауреат премии международного фестиваля «Текстура-2010» в номинации «Актриса СегоДня»[7][8][9].
- Медаль ордена «За заслуги перед Отечеством» II степени (25 июля 2021 года) — за большой вклад в развитие отечественной культуры и искусства, многолетнюю плодотворную деятельность[10].